# Capelão
Capelão (em francês:  chapelain) é um ministro religioso autorizado a prestar assistência e a realizar cultos em comunidades religiosas, conventos, colégios, universidades, hospitais, presídios, corporações militares e outras organizações ou corporações, e que geralmente é oficiado por um padre ou pastor.
Ao longo da história, muitas cortes e famílias nobres tinham também o seu capelão. No caso de uma corporação militar, fala-se de capelania militar ou capelania castrense.

## Assistência religiosa e capelanias militares

### Assistência religiosa
A assistência religiosa nas entidades civis e militares de internação coletiva é dispositivo previsto na Constituição Brasileira de 1988 nos seguintes termos: «é assegurada, nos termos da lei, a prestação de assistência religiosa nas entidades civis e militares de internação coletiva.» (CF art. 5º, VII).

### Capelania militar
À capelania militar também se chama capelania castrense.
Na atualidade os capelães militares são originários de várias dioceses do país, porém em Itapecerica da Serra no Seminário Maria Mater Ecclesiae do Brasil dos Padres Legionários de Cristo, estão sendo formados seminaristas que futuramente irão compor as fileiras dos Serviços de Assistência Religiosa. Cada Força exige que os religiosos prestem um concurso público para poderem se tornar Capelães Militares de Carreira, o início na carreira militar se dá com o posto de Aspirante-Oficial podendo chegar ao Cargo de Coronel no Exército e na Aeronáutica e Capitão de Mar e Guerra na Marinha.

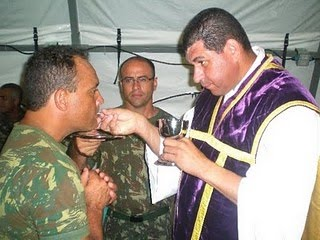
O Capitão Capelão João Batista entrega a comunhão para militares no Haiti.
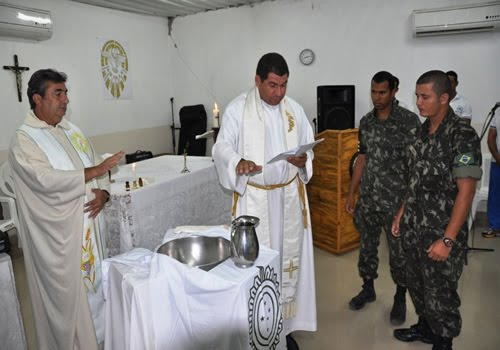
O Tenente-Coronel Capelão Norberto e o Capitão Capelão João Batista Alves de Almeida Júnior, prestando serviço religioso no Haiti em 2010.
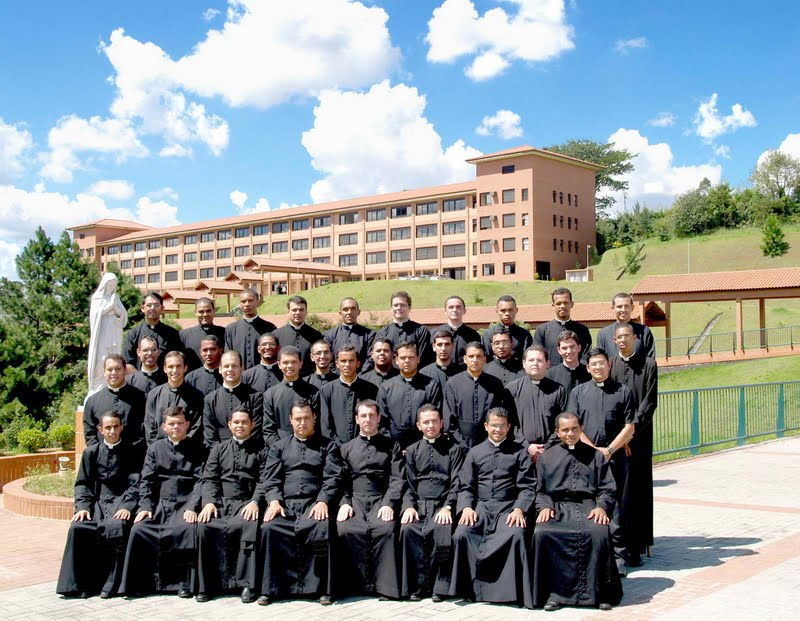
Seminaristas Diocesanos Militares do Brasil.

O capelão militar é um ministro religioso encarregado de prestar assistência religiosa a alguma corporação militar (Marinha, Exército, Aeronáutica, Polícias Militares e aos Corpos de Bombeiros Militares). Nas instituições militares existem as capelanias evangélicas e católicas, as quais desenvolvem suas atividades buscando assistir aos integrantes das Forças nas diversas situações da vida. O atendimento é estendido também aos familiares.
A atividade de capelania é importante no meio militar, pois contribui na formação moral, ética e social dos integrantes das Unidades Militares em todo o Brasil. Para se tornar um Capelão Militar, o interessado deve ser Ministro Religioso - Padre, Pastor etc.,ter formação superior em Teologia (conforme a Legislação brasileira, Bacharel em Teologia), experiência comprovada no Ministério Cristão, e ainda ser aprovado em concurso público de provas e títulos. Em alguns casos é necessário um curso de capelania, a fim de adotar as melhores práticas no exercício da atividade. Ao ser aprovado no concurso específico, o militar capelão é matriculado em curso militar de Estágio e Adaptação de Oficial Capelão.
Capelão de Polícia  A Capelães de Polícia, Operadores da Lei e Ambientes Forenses do Brasil ([./Https://capolbras.org/ CAPOLBRAS]) é um serviço voluntário de interesse público voltado à promoção e defesa dos direitos humanos. Atua oferecendo assistência em saúde mental, apoio socioespiritual, psicoteologia e suporte humanitário a profissionais da segurança pública — como policiais, bombeiros, agentes penitenciários, guardas municipais — e seus familiares, além de atender ambientes forenses e a população em geral.

## Legislação brasileira
A Constituição Federal de 1988 prevê em seu art. 5º, inciso VII que «é assegurada, nos termos da lei, a prestação de assistência religiosa nas entidades civis e militares de internação coletiva.»
A lei 6.923, de 29 de junho de 1981, alterada pela lei 7.672, de 23 de setembro de 1988, organizou o Serviço de Assistência Religiosa nas Forças Armadas. A partir desta legislação temos definido que:
1)	«O Serviço de Assistência Religiosa tem por finalidade prestar assistência religiosa e espiritual aos militares, aos civis das organizações militares e às suas famílias, bem como atender a encargos relacionados com as atividades de educação moral realizadas nas Forças Armadas.» (Lei 6.923, art. 2º)
2)	«O Serviço de Assistência Religiosa será constituído de Capelães Militares, selecionados entre sacerdotes, ministros religiosos ou pastores, pertencentes a qualquer religião que não atente contra a disciplina, a moral e as leis em vigor.» (Lei 6.923, art. 4º)
3)	«Cada Ministério Militar atentará para que, no posto inicial de Capelão Militar, seja mantida a devida proporcionalidade entre os Capelães das diversas regiões e as religiões professadas na respectiva Força.» (Lei 6.923, art. 10)

## Capelania Militar Católica
A Capelania Militar Católica no Brasil é garantida por força do acordo diplomático celebrado entre o Brasil e a Santa Sé, assinado no dia 23 de outubro de 1989. Por força deste acordo a Santa Sé criou no Brasil um Ordinariato Militar para assistência religiosa aos fiéis católicos, membros das Forças Armadas. Este Ordinariato Militar é canonicamente assimilado às dioceses, e é dirigido por um Ordinário Militar. Este prelado goza de todos os direitos e está sujeito a todos os deveres dos Bispos diocesanos. O Ordinário Militar deve ser brasileiro nato, tem a dignidade de Arcebispo e está vinculado administrativamente ao Estado-Maior das Forças Armadas, sendo nomeado pela Santa Sé, após consulta ao Governo brasileiro. O Estatuto do Ordinariato Militar foi homologado pelo decreto Cum Apostolicam Sedem, de 02/01/1990, da Congregação dos Bispos.

## Normas católicas
A assistência religiosa aos militares católicos é prevista no Concílio Ecumênico Vaticano II no Decreto Christus Dominus, de 28 de outubro de 1965, que assim definiu:
«A assistência espiritual aos militares exige cuidados especiais. Por isso, deve-se estabelecer um vigário castrense para toda a nação. Vigário e demais capelães cooperem com os bispos diocesanos na árdua tarefa a que se dedicam.
Os bispos devem ceder ao vigário castrense um número suficiente de sacerdotes aptos ao exercício dessas funções e favorecer as iniciativas em favor do bem espiritual dos militares.»
O Código de Direito Canônico em seu cânon 569 limitou-se a determinar que «os Capelães militares regem-se por leis especiais». Este assunto foi regulamentado pela Santa Sé através da Constituição Apostólica Spirituali Militum Curae, de 21 de abril de 1986.
Nesta Constituição Apostólica foram estabelecidas «certas normas gerais, válidas para todos os Ordinariatos Militares - chamados até agora de Vicariatos Castrenses - que devem depois ser completadas, no quadro desta lei geral, com os estatutos instituídos pela Sé Apostólica para cada Ordinariato.»

### Ordinariado Militar Católico de Portugal
Em Portugal, o Ordinariato Militar foi ereto canonicamente em 29 de maio de 1966.

### Ordinariado Militar Católico do Brasil
No Brasil, o Ordinariado Militar do Brasil foi ereto canonicamente em 6 de novembro de 1950 como Vicariato Castrense do Brasil.

### Ordinários militares

#### Portugal
- 2001 - 	: Januário Torgal Mendes Ferreira
- 1972 - 1998 : António Ribeiro (1928-1998)

#### Brasil
- Dom Marcony Vinícius Ferreira - 2022- Atual
- Dom Fernando Guimarães, C.Ss.R - 2014-2022
- Dom Osvino José Both: 2006 - 2014.
- José Francisco Falcão de Barros: 2011 - Bispo Auxiliar
  - O Arcebispo Ordinário Militar do Brasil tem o status de General de Divisão, tendo passagem livre em qualquer organização militar do país e as mesmas honras militares que um Oficial General. O Bispo Auxiliar é equiparado a General de Brigada, sendo-lhe atribuídas as mesmas honras militares.

#### Santos padroeiros
- São João de Capistrano (1386-1456) – padroeiro dos capelães militares.
- São Lourenço de Brindisi (1559-1619) – foi capelão militar.

#### Capelães Chefes do SARFA
1. JOÃO  PHEENEY CAMARGO E SILVA – Cel Cpl, atuou em 1945 -  durante a II Guerra Mundial.
2. LEOVEGILDO FRANCA – Cel Cpl, de --/--/----até  23 de novembro de 1950.
3. JOÃO PHEENEY CAMARGO E SILVA – Cel Cpl, de 24 de novembro de 1950  até  24 de março de 1958.
4. MARCIAL MUZZI DO ESPÍRITO SANTO – Maj Cpl, de 25 de março de 1958 até 12 de setembro de 1958.
5. ALBERTO DA COSTA REIS – Cel Cpl, de 13 de setembro de 1958  até  22 de junho de 1964.
6. ALBERTO TREVISAN – Cel Cpl, de 23 de junho de 1964  até 4 de abril de 1967.
7. WALDEMAR RESENDE – Cel Cpl, de 5 de abril de 1967 até  7 de julho de 1973.

#### Capelães Chefes do SAREx
1. CORONEL CAPELÃO ALBERTO DA COSTA REIS – Cel Cpl, de 8 de julho de 1973  até   25 de dezembro de 1983.
2. CORONEL CAPELÃO QUINTO DAVIDE BALDESSAR – Cel Cpl, de 26 de dezembro de 1983  até 9 de novembro de 1989.
3. CORONEL CAPELÃO JOSÉ ANCHIETA COSTA CARVALHO – Cel Cpl, de 10 de novembro de 1989 até 31 de maio de 1990.
4. CORONEL CAPELÃO JOSÉ MARIA ARAÚJO – Cel Cpl, de 1 de junho de 1990 até 30 de abril de 1995.
5. CORONEL CAPELÃO CÉLIO CONRADO DE SOUZA – Cel Cpl, de 1 de maio de 1995 até 30 de abril de 1996.
6. CORONEL CAPELÃO EVERALDO LUIS MARQUES MAFRA – Cel Cpl, de 1 de maio de 1996 até 31 de julho de 1998.
7. CORONEL CAPELÃO ELIO EUGENIO MULLER – Cel Cpl, de 1 de agosto de 1998 até 31 de março de 1999.
8. CORONEL CAPELÃO EUCLIDES JOSÉ DA SILVA – Cel Cpl, de 1 de abril de 1999 até 2005.
9. CORONEL CAPELÃO ANTONIO EMÍDIO GOMES NETO - Cel Cpl, de 2005 até 2008 (atual promotor vocacional).
10. CORONEL CAPELÃO JOAQUIM BENEDITO DA SILVA - Cel Cpl, início da chefia em 2008 até julho de 2011.
11. CORONEL CAPELÃO VANDERLEI VALENTIM DA SILVA - Cel Capl, início da chefia em julho 2011 (atual).

## Capelania Militar Protestante
A Capelania Militar Protestante é parte integrante do Serviço de Assistência Religiosa das Forças Armadas, composta, atualmente por 09 pastores capelães no Exército Brasileiro, 09 na Marinha do Brasil, 07 na Força Aérea Brasileira e muitos outros nas PM e BM dos diversos Estados brasileiros.
O primeiro pastor protestante a servir os militares brasileiros foi o alemão luterano Friedrich Christian Klingelhöffer, pastor da Comunidade Protestante Alemã, na localidade de Campo Bom, no Rio Grande do Sul, em 1828. Dez anos depois Klingelhoeffer, integrado aos "Farrapos", morreu em um combate da Revolução Farroupilha. Outro pastor luterano que prestou assistência aos soldados, em particular para os Voluntários da Pátria da Colônia Alemã de Três Forquilhas, que seguiram para os combates da Guerra do Paraguai, foi o reverendo Carl Leopold Voges.
A Capelania Militar Protestante, como um serviço interno junto ao Exército Brasileiro, foi organizada somente em 1944, com a intermediação da extinta Confederação Evangélica do Brasil em conjunto com o Governo Brasileiro, visando assistir os militares protestantes que iriam para a frente de guerra, na Itália.
Os dois primeiros capelães militares protestantes do Brasil foram, o pastor metodista Juvenal Ernesto da Silva, e o batista João Filson Soren (1908-2002), ambos atuando na Segunda Guerra Mundial, servindo a Força Expedicionária Brasileira (FEB) entre 1944 e 1945.
O primeiro capelão militar protestante que chegou à chefia do Serviço de Assistência Religiosa -  SAREx - do Exército Brasileiro foi o luterano Elio Eugênio Müller, no ano de 1998. Este cargo tinha sido sempre exercido por católicos desde os tempos do Império em que o Catolicismo era a religião oficial do Brasil. O cargo de Chefia do SAREx integra todos os capelães, tanto católicos bem como protestantes, e exige um diálogo interconfessional permanente, para que se faça a harmonia entre os diferentes credos.

## Capelania Evangélica da Policia Militar do Estado do Rio de Janeiro

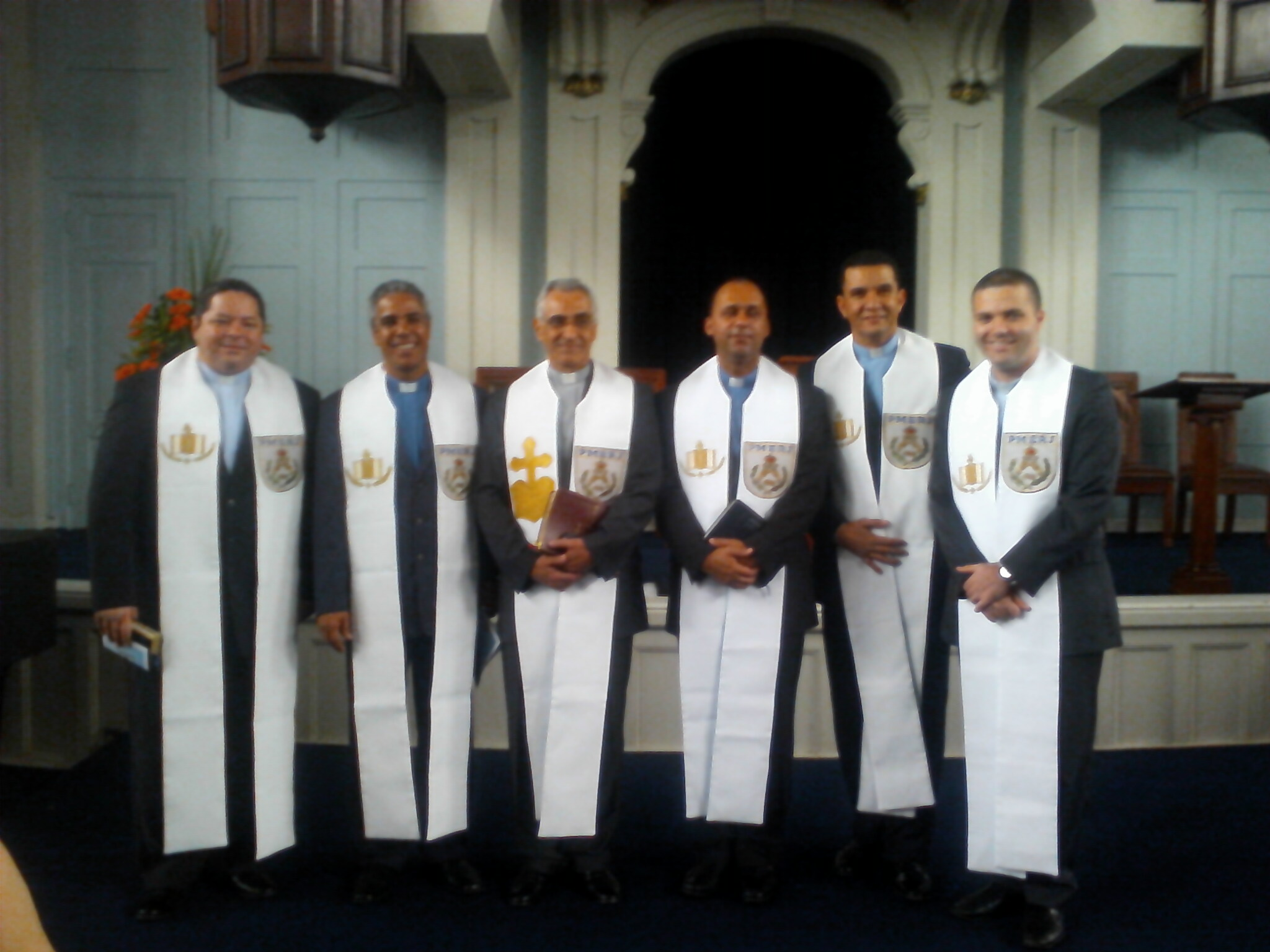
Pastores da Polícia Militar do Estado do Rio de Janeiro

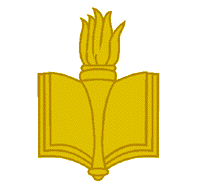

A capelania Evangélica da PMERJ atualmente é composta por 3 Pastores.
- Cel PM Cpl Valdenir Gonçalves Aguiar (Batista)
- Maj PM Cpl Enoque Rafael (Assembleia de Deus)
- Cap PM Cpl Douglas dos Santos Marins (Igreja Metodista)

## CAPOLBRAS
- Ordinariado Militar do Brasil
- Ordinariato pessoal
- Lista de posições na hierarquia católica
- CAPOLBRAS